# The Capitol Years 1995-2007
Albums de The Dandy Warhols
The Dandy Warhols Are Sound
(2009) This Machine
(2012)
The Capitol Years 1995-2007 (2010) est une compilation du groupe de rock américain The Dandy Warhols.

## Titres
Compositions de Courtney Taylor-Taylor, sauf indication contraire.
1. Boys Better – 4:32
2. Every Day Should Be a Holiday (Tony Lash Mix) – 3:53
3. Not If You Were the Last Junkie on Earth – 3:12
4. Good Morning – 4:59
5. Godless (Extended Outro) – 5:41
6. Get Off – 3:10
7. Bohemian Like You – 3:31
8. We Used to Be Friends – 3:19
9. Scientist (Are Sound Version) (Taylor-Taylor, David Bowie) – 3:13
10. The Last High (Edit) (Taylor-Taylor, Evan Dando)  – 4:35
11. Plan A (Are Sound Version) – 4:59
12. Holding Me Up – 7:15
13. All the Money or the Simple Life Honey (Taylor-Taylor, Miles Zuniga) – 4:29
14. Smoke It (Taylor-Taylor/Miles Zuniga) – 4:06
15. This Is the Tide (piste inédite) (Brent De Boer, Zia McCabe)- 5:03